# Walter Bernstein
Walter Bernstein (Brooklyn, 20 de agosto de 1919-Manhattan, 23 de enero de 2021) fue un productor cinematográfico y guionista estadounidense. En 1950 Bernstein fue incluido en la lista negra de Hollywood.

## Biografía

### Primeros años
Bernstein nació en el seno de una familia judía de Brooklyn, Nueva York, hijo de Hannah Bistrong y de Louis Bernstein. Estudió en el Dartmouth College, donde consiguió su primer trabajo como crítico de cine para el periódico de la universidad, y donde también se vinculó a la Liga Juvenil Comunista de los Estados Unidos. Se graduó en Dartmouth en 1940.
En febrero de 1941 fue reclutado por el ejército estadounidense. Alcanzó el rango de sargento y pasó la mayor parte de la Segunda Guerra Mundial como corresponsal del periódico militar Yank, enviando informes desde Irán, Palestina, Egipto, África del Norte, Sicilia y Yugoslavia. Relató sus experiencias en Palestina en un artículo titulado La guerra y Palestina.

### Carrera

#### Inicios e inclusión en la lista negra de Hollywood
Bernstein escribió varios artículos y relatos basados en sus experiencias en el ejército, muchos de los cuales aparecieron originalmente en la revista The New Yorker. Éstos se recogieron en Keep Your Head Down, su primer libro, publicado en 1945.
Llegó por primera vez a Hollywood en 1947, con un contrato de diez semanas con el guionista, productor y director Robert Rossen en Columbia Pictures. Después de esa etapa, trabajó durante un tiempo para el productor Harold Hecht, lo que le valió su primer crédito en pantalla, compartido con Ben Maddow, por su adaptación de la novela de Gerald Butler Kiss the Blood Off My Hands para la película de Universal Pictures de 1948. Posteriormente regresó a Nueva York, donde siguió escribiendo para The New Yorker y otras revistas, y finalmente encontró trabajo como guionista en las primeras etapas de la televisión en directo.
En 1950, debido a sus numerosas afiliaciones políticas de izquierda, su nombre apareció en la tristemente célebre publicación Red Channels, y como resultado fue incluido en la lista negra de Hollywood. Sin embargo, a lo largo de la década de 1950 pudo seguir escribiendo para televisión, usando seudónimos o mediante el uso de "testaferros" (personas no incluidas en la lista negra que permitían que sus nombres aparecieran en su trabajo). De este modo, contribuyó a varios programas de televisión notables de la época, como Danger, la serie de la CBS You Are There y el seriado de suspenso Colonel March of Scotland Yard.

#### Popularidad
Empezó a ser reconocido en el ambiente cinematográfico nuevamente cuando el director Sidney Lumet le contrató para escribir el guion de la película de Sophia Loren That Kind of Woman (1959). A partir de entonces, Bernstein pudo trabajar abiertamente en películas como Paris Blues (1961) y Fail-Safe (1964). También contribuyó, sin recibir crédito, a los guiones de The Magnificent Seven (1960) y The Train (1964), y fue uno de los escritores que trabajaron en el guion de la malograda Something's Got to Give, que quedó inconclusa en el momento de la muerte de su estrella, Marilyn Monroe, en 1962.

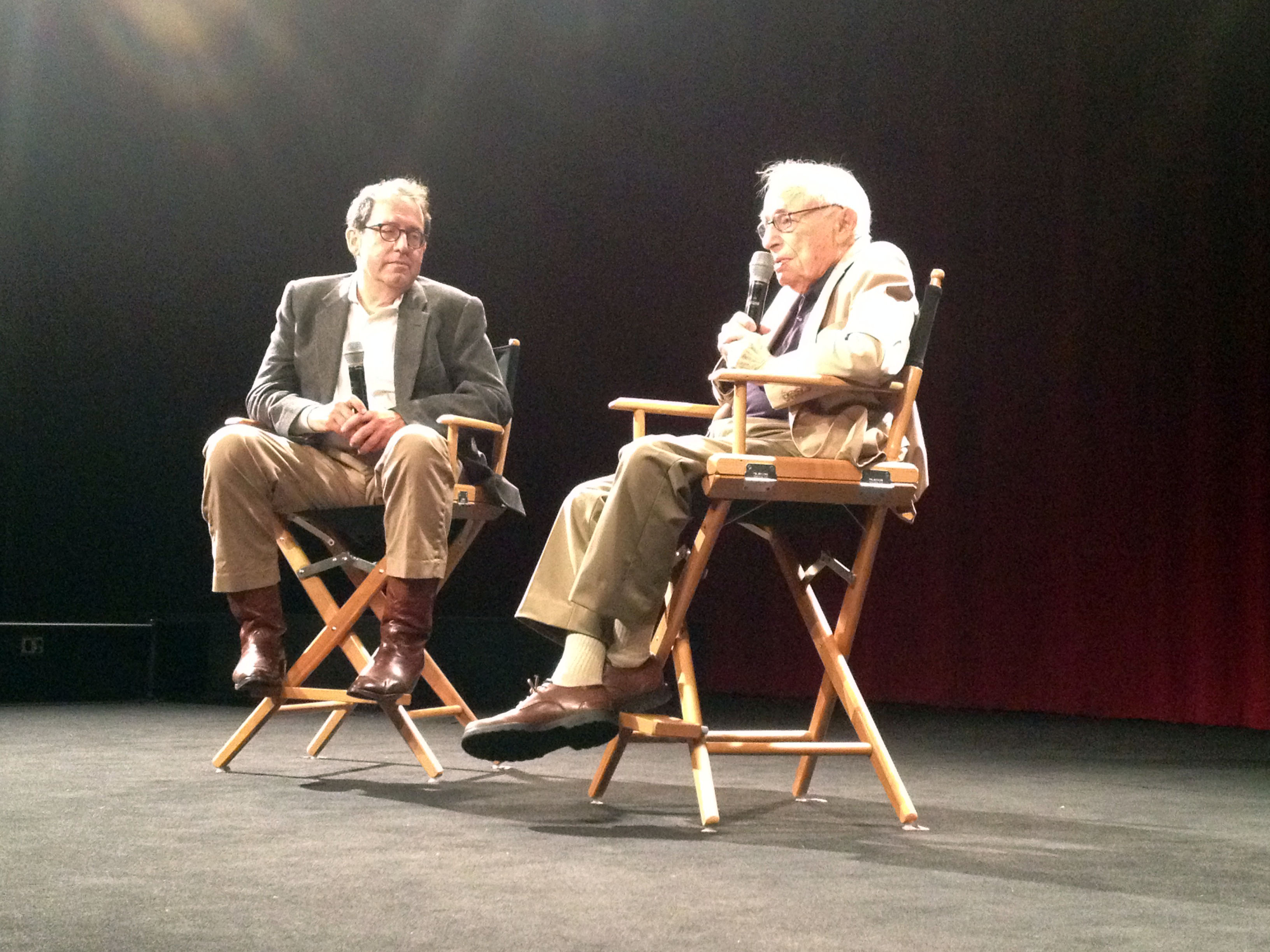
Bernstein (derecha) con Michael Barker, en 2016.

Paris Blues supuso su primera colaboración en un largometraje con el director Martin Ritt, un amigo desde la década de 1940. Posteriormente trabajaron juntos en The Molly Maguires (1970) y en The Front (1976). Esta última película, un drama sobre un cajero de restaurante (interpretado por Woody Allen) sin talento real ni convicciones políticas que es contratado para actuar como "tapadera" de los guionistas de televisión incluidos en la lista negra durante la década de 1950, le valió a Bernstein una nominación al Oscar al mejor guion original y el premio WGA al mejor drama escrito directamente para la pantalla. Ese mismo año, Bernstein también hizo un cameo en la película de Allen, Annie Hall.
Un año después fue nominado al WGA en la categoría de mejor comedia adaptada por Semi-Tough, y en 1979 fue nominado al premio BAFTA al mejor guion por Yanks. En 1980 dirigió su único largometraje, Little Miss Marker, un remake de la película de 1934 basada en la historia de Damon Runyon del mismo nombre. También escribió y dirigió un segmento de la película para televisión de 1991 Women & Men 2: In Love There Are No Rules.
En 1994 recibió el premio Ian McLellan Hunter Memorial for Lifetime Achievement in Writing, otorgado por el Sindicato de Guionistas de Estados Unidos. En 2008, este mismo sindicato le concedió a Bernstein su Premio Evelyn F. Burkey, otorgado "en reconocimiento a las contribuciones que han aportado honor y dignidad a los escritores de todo el mundo". En 1996 publicó el libro Inside Out: A Memoir of the Blacklist. En sus memorias, cuenta cómo se unió a la Unión de Jóvenes Comunistas en el Dartmouth College en 1937, y al Partido Comunista un año después de dejar el ejército estadounidense.

## Plano personal
Bernstein fue, hasta la fecha de su muerte en 2021, profesor visitante y asesor de tesis de guion en la Tisch School of the Arts de la Universidad de Nueva York, en el Departamento de Escritura Dramática.
Se casó en cuatro oportunidades. Tuvo cuatro hijos con su tercera esposa Judith Braun: Joan Bernstein, Andrew Bernstein, Nicholas Bernstein y Peter Bernstein. Su cuarta esposa fue la agente literaria Gloria Loomis. Murió el 23 de enero de 2021 a los 101 años, de neumonía.

## Premios y distinciones
Premios Óscar
| Año  | Categoría                        | Película  | Resultado |
| ---- | -------------------------------- | --------- | --------- |
| 1977 | Mejor argumento y guion original | The Front | Nominado  |